# Krystyna Ankwicz

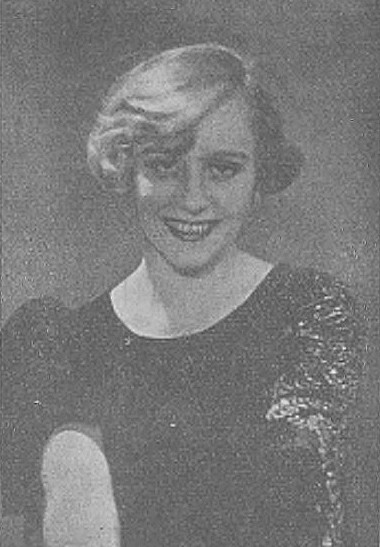
Krystyna Ankwicz (ca. 1938)

Krystyna Ankwicz (eigentlich Krystyna Szyjkowska; * 4. April 1907 in Lemberg, Österreich-Ungarn; † 6. August 1985 in Warschau) war eine polnische Schauspielerin.

## Leben
Krystyna Ankwicz wurde 1907 in der Stadt Lemberg geboren, damals zu Österreich-Ungarn gehörend. Ihr Vater war Historiker der polnischen Literatur, der Professuren an der Jagiellonen-Universität in Krakau und der Karls-Universität in Prag hatte. Krystyna besuchte die Schule im Ursulinen-Institut in Krakau und nahm nach dem Abitur Schauspielunterricht bei Aleksander Węgierki. Ende der 1920er ging sie nach Warschau und spielte dort von 1929 bis 1932 an verschiedenen Theatern der Hauptstadt. Dazu zählten das Nationaltheater, das Neue Theater, das Sommertheater und das Große Theater. Weitere Stationen ihrer Bühnentätigkeit waren Krakau und Łódź. In den 1930 war Ankwicz auch als Filmschauspielerin tätig. In den Jahren vor dem Zweiten Weltkrieg spielte sie von 1937 bis 1939 am Großen Theater in Lemberg. Nach Beginn der Besatzung durch die Deutschen lebte sie zunächst in Krakau, zog dann zu ihrem Vater nach Prag und später nach Wien und Paris.
In der Nachkriegszeit verbrachte Krystyna Ankwicz eine kurze Zeit in Rom und Mannheim, ging dann nach London, wo sie sich niederließ und das Tourneetheater Osterwa für einige Jahre leitete. Sie trat in vielen polnischen Zentren in europäischen Städten auf, dabei verwendete sie das Pseudonym Monika de Witt. Sie war dabei euch öfter in Polen und plante, nach ihrer Rückkehr aus London dort wieder künstlerisch zu wirken, starb jedoch kurz nach ihrem Umzug 1985.

## Filmografie
- 1929: Z ramion w ramiona
- 1930: Rhapsodie der Liebe (Kult ciała)
- 1930: Moralność pani Dulskiej
- 1931: Cham
- 1931: Kobieta, która się śmieje
- 1931: Uwiedziona
- 1933: Sto metrów miłości
- 1934: Zamarłe echo
- 1936: Bohaterowie Sybiru